# Vjalikaja Berastavitsa
Vjalikaja Berastavitsa (vitryska: Вялікая Бераставіца) är en köping i Vitryssland. Den ligger i voblasten Hrodna voblast, i den västra delen av landet, 250 km väster om huvudstaden Mіnsk. Vjalikaja Berastavitsa ligger 148 meter över havet och antalet invånare är 5 545.

## Natur
Terrängen runt Vjalikaja Berastavitsa är huvudsakligen platt. Vjalikaja Berastavitsa ligger nere i en dal. Närmaste större samhälle är Svіslatj, 18,4 km söder om Vjalikaja Berastavitsa. 